# フィリゲラ (小惑星)
フィリゲラ (1310 Villigera) は火星の公転軌道を横断している小惑星。アルノルト・シュヴァスマンがベルゲドルフのハンブルク天文台で発見した。
ドイツの天文学者で光学技術者のヴァルター・フィリガーに因んで名付けられた。